# Henry Rathbone
Henry Reed Rathbone (Albany, Nova Iorque, 1 de julho de 1837 - Hildesheim, Reino da Prússia, 14 de agosto de 1911) foi um oficial militar e diplomata dos Estados Unidos que esteve presente no assassinato do presidente Abraham Lincoln. Rathbone estava sentado com sua noiva, Clara Harris, ao lado do presidente e sua esposa, Mary Todd Lincoln, quando John Wilkes Booth entrou no camarote do presidente no Teatro Ford e atirou mortalmente em Lincoln. Quando Rathbone tentou impedir Booth de fugir do local, Booth o apunhalou e feriu gravemente.
Sepultado no Stadtfriedhof Engesohde.